# Каменкович, Златослава Борисовна

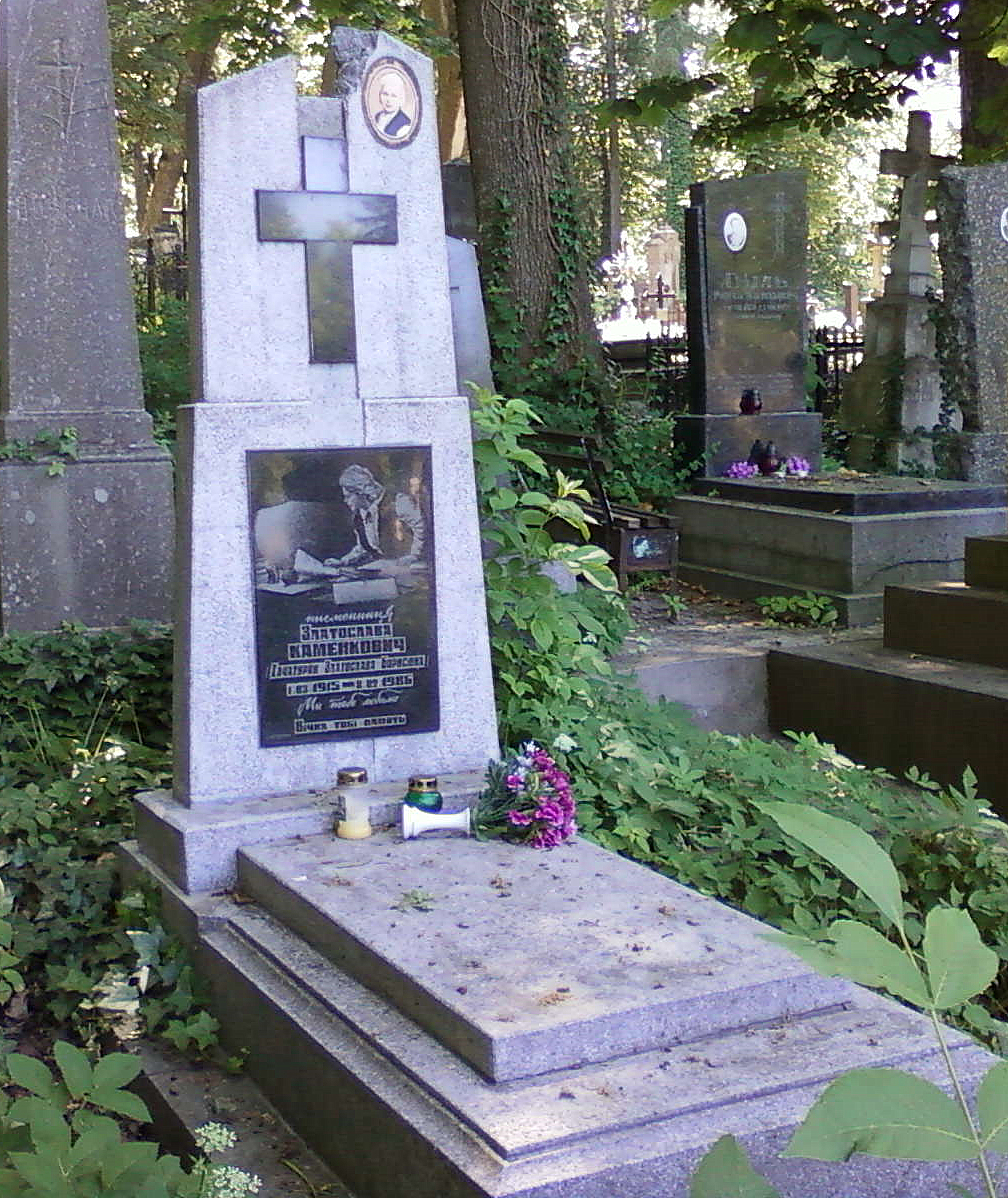
Могила Златославы Каменкович на Лычаковском кладбище во Львове

Златослава Борисовна Каменкович (урождённая Златослава Зальмоновна Хачатурян) (1 марта 1915, Симферополь — 8 февраля 1986, Львов) — украинская советская писательница, публицист, журналист.

## Биография
Родилась в Крыму в армянско-еврейской семье. Окончила школу в Ленинграде, работала пионервожатой. В 1939—1941 училась в Литературном институте. Во время войны корреспондент газеты «Пионерская правда» в закавказских республиках. В 1945 назначена корреспондентом «Пионерской правды» во Львове, где и прожила всю остальную жизнь. Член КПСС.
Печаталась под именем Злата Каменкович. Автор многих книг (в основном о Кирове и других революционерах), статей в центральных и региональных СМИ. В журнале «Огонёк» был напечатан ряд её публикаций. Писала произведения для детей и юношества.
Похоронена на Лычаковском кладбище во Львове.

## Сочинения

### Романы
- Человек, которого люблю… (1966, состоит из двух книг — «Тайна Высокого Замка» и «Опасное молчание»)
- Ночь без права сна, 1980
- Кровь на камнях, 1983
- И ещё о любви, 1983
- в соавторстве с Чарэном Хачатуряном:
  - Предгрозье, 1958
  - Его уже не ждали, 1963 (2-е перераб. изд. 1971)

### Повести
- Маленькие товарищи, 1937
- Мальчики с Княжьей горы, 1949
- Надпись на книге, 1954
- Тайна Высокого замка, 1958
- Записка под камнем, 1960

### Сборники
- Песня без слов, 1943
- Рубиновая звёздочка, 1945
- Друг, 1952
- Заветные слова, 1954
- Смелый мальчик, 1961
- Сила любви, 1975